# Pozbawienie praw publicznych
Ten artykuł należy dopracować:

przedstawiono sytuację tylko z polskiej i współczesnej perspektywy – artykuł powinien być przekrojowy.
Pomóż go poprawić. 
Pozbawienie praw publicznych – jeden ze środków karnych orzekany przez sądy wobec sprawców przestępstw. Pozbawienie praw publicznych może również zostać orzeczone jako kara przez Trybunał Stanu.
Skutkiem orzeczenia tego środka karnego jest (zgodnie z art. 40 k.k.):
- utrata czynnego i biernego prawa wyborczego do organu władzy publicznej, organu samorządu zawodowego lub gospodarczego,
- utrata prawa do udziału w sprawowaniu wymiaru sprawiedliwości,
- utrata prawa do pełnienia funkcji w organach i instytucjach państwowych i samorządu terytorialnego lub zawodowego,
- utrata posiadanego stopnia wojskowego i powrót do stopnia szeregowego,
- utrata orderów, odznaczeń i tytułów honorowych oraz utrata zdolności do ich uzyskania w okresie trwania pozbawienia praw.

Czas trwania pozbawienia praw publicznych określany jest przez sąd w granicach od roku do 10 lat (art. 43 § 1 k.k.). Okres, na który orzeczono pozbawienie praw publicznych za dane przestępstwo, nie biegnie w czasie odbywania kary pozbawienia wolności za to przestępstwo (art. 43 § 2b k.k.).
Sąd może orzec pozbawienie praw publicznych w razie skazania:
- na karę pozbawienia wolności, która jest nie krótsza od lat 3 i została orzeczona za przestępstwo popełnione w wyniku motywacji zasługującej na szczególne potępienie
- za przestępstwa określone w art. 228 § 1 i 3–6, art. 229 § 1 i 3–5, art. 230 § 1, art. 230a § 1, art. 250a § 1 i 2, art. 271 § 3, art. 296a § 1, 2 i 4, art. 305 § 1-4 oraz art. art. 306b k.k.[1]
- za przestępstwa określone w art. 46 ust. 1, 2 i 4, art. 47 i art. 48 ust. 1 i 2 ustawy z dnia 25 czerwca 2010 r. o sporcie (Dz.U. z 2024 r. poz. 1488)[2].

Sąd orzeka pozbawienie praw publicznych w razie skazania za przestępstwa określone w art. 130 § 1–5 lub 7–9 k.k..

## Wykonywanie środka karnego
O pozbawieniu praw publicznych zawiadamia się (art. 179 k.k.w.):
- odpowiedni organ administracji publicznej właściwy dla ostatniego miejsca zamieszkania lub pobytu skazanego,
- Kancelarię Prezydenta, jeżeli skazany ma order, odznaczenie lub tytuł honorowy,
- organy i instytucje, w których skazany pełnił funkcje objęte utratą,
- właściwe wojskowe centrum rekrutacji.